# SACLANT

SACLANT är en förkortning som stod för Supreme Allied Commander Atlantic och betecknade Natos befälhavare för Allied Command Atlantic (ACLANT) som var ansvarig för operationer i Atlantområdet och vanligen även dennes stab. 
Komandot inrättades 1952 och högkvarter låg i Norfolk, Virginia. Befälhavaren var en amerikansk officer som i en separat roll även var befälhavare för United States Atlantic Command (som 1999 bytte namn till United States Joint Forces Command).
På Natotoppmötet i Prag under 2002 beslutades att kommando skulle byta namn till Allied Command Transformation (ACT), en förändring som trädde i kraft 19 juni 2003.